# Parco nazionale di Zaamin
Il parco nazionale di Zaamin è un'area protetta dell'Uzbekistan (regione di Jizzakh) istituita l'8 settembre 1976 per preservare la caratteristica foresta montana di ginepri di questa parte dell'Asia centrale. Il territorio del parco è suddiviso in due zone, la riserva statale (268,4 km²) e il parco nazionale vero e proprio (241,1 km²). Figura nell'elenco dei candidati alla lista dei patrimoni dell'umanitàdal 18 gennaio 2008.

## Geografia
Il parco è situato nel distretto di Zaamin, a 25 km dal capoluogo omonimo, e a 55 da Jizzah, sul versante settentrionale della catena del Turkestan. Ad est il territorio del parco confina direttamente con il Tagikistan ed è delimitato a sud dall'altopiano di Supa (o Sufa), ad ovest dalla valle del fiume Yettikechi e a nord dal villaggio di Dugoba. Si estende per 30 km da nord a sud e per 17 km da est ad ovest. Sul piano altitudinale, spazia dai 1200 ai 4025 m sul livello del mare.

## Flora
Nel parco sono state censite oltre 700 specie di piante, tra cui tre specie diverse di ginepro: nella fascia inferiore (1700–2300 m) prevale il ginepro dello Zeravshan (Juniperus polycarpos); in quella media (2300–2500 m) il ginepro emisferico (J. semiglobosa) e in quella superiore (2500–3300 m) il ginepro del Turkestan (J. pseudosabina).

## Fauna
La diversità animale comprende più di un centinaio di specie di mammiferi, oltre a vari uccelli e anfibi. Tra i primi figurano lo stambecco siberiano, il lupo, la faina, la puzzola delle steppe, la lepre di Tolai e l'istrice indiano. Tra gli uccelli la specie più comune è il chukar, ma molto numerosi sono anche il tetraogallo dell'Himalaya, il piccione selvatico, la tortora comune e la maina comune. Tra i rapaci sono presenti il capovaccaio, il grifone eurasiatico, l'avvoltoio monaco, il falco di Barberia e la poiana comune. Vivono qui anche varie specie che figurano sul Libro Rosso delle specie minacciate dell'Uzbekistan: la lince del Turkestan, una particolare sottospecie della lince eurasiatica, l'orso bruno dell'Himalaya, qui chiamato «orso dagli artigli bianchi», la puzzola marmorizzata, il gipeto, l'aquila reale, il falco sacro e la cicogna nera.

## Turismo
Zona ricreativa di riposo tranquillo e turismo, è in grado di ospitare circa 4000 visitatori all'anno. Tra le attrazioni turistiche sono da segnalare:
- un albero di noce di 700 anni, con due tronchi separati da un ruscello;
- la cascata di Shar Shara, nei pressi della dacia dell'ex presidente della Repubblica Socialista Sovietica Uzbeka Sharof Rashidov;
- la sorgente di Sher-Bulok, dalle acque curative;
- i canyon di Chortanga, lungo il corso superiore dello Yettikechi. Allo sbocco di uno dei canyon vi sono i resti dell'antica fortezza di Muk (detta anche Myk o Mug) e delle miniere di argento scavate dagli antichi cinesi;
- le maestose foreste di ginepro, con esemplari di circa 1000 anni di età[3].